# 朱多煪
朱多煪，号蒙泉，明朝宁藩輔國將軍，瑞昌悼顺王朱宸㵾之孙，其父镇国将军朱拱樛。
朱拱樛因朱宸濠之乱被逮，朱多煪当时才十岁，哭着跑到军门，请以自身代替父亲服罪，王守仁见而惊异。嘉靖二年上疏诉说父冤，于是得释而归，复爵。当时宁藩诸郡王由弋阳王统领，而瑞昌始王不被祭祀。朱多煪自称小宗应该主持宗庙祭祀典礼，请于朝廷，特敕而许。于是增加祭田，整饬家政，俨然如朝典。四个儿子朱谋塾、朱谋墭、朱谋坾、朱谋垟都庄谨好学。